# Кріс Контос
Крі́стофер Т. Ко́нтос (англ. Christopher T. Kontos; народився 10 грудня 1963; Торонто, Онтаріо) — канадський професіональний хокеїст грецького походження, провів кар'єру в Національній хокейній лізі. Контос найбільш відомий своїми 9 голами в 11 матчах серії плей-оф у складі «Лос-Анджелес Кінгс», а також 4 шайбами, які він закинув в матчі-відкритті сезону (у складі «Тампа-Бей Лайтнінг») у ворота нового володаря Трофею Везини Еда Белфура. Загалом в НХЛ провів 230 ігор, в яких закинув 54 шайби і набрав 123 очки.

## Біографія
На юнацькому рівні Контос виступав за команди Онтаріо «Садбері Вулвз» і «Торонто Марлборос». Під час сезону ОХЛ 1981—82 Контос закинув 42 шайби і по завершенні сезону був задрафтований у першому раунді під 15-им загальним номером на драфті НХЛ 1982 клубом «Нью-Йорк Рейнджерс». Впродовж перших двох сезонів виступав одночасно то в НХЛ то в нижчих хокейних лігах. Першу половину сезону 1985—86 Контос провів у Фінляндії у клубі «Ільвес» (Тампере), а другу — в АХЛ у «Нью-Гейвен Найтгокс». 21 січня 1987 року Контоса обміняли до «Піттсбург Пінгвінс» на Рона Дюгея, маючи на своєму рахунку 38 очок у 78 іграх за «Рейнджерс». За два сезони, проведені за «Пінгвінс», Контос провів 67 матчів і набрав 25 очок. 5 лютого 1988 року Контос був до «Лос-Анджелес Кінгс».
У сезоні 1987—88 у складі «Кінгс» він провів лише шість ігор, в яких набрав 12 очок і закинув 1 шайбу у своїй першій серії плей-оф. Наступного року, після повернення зі Швейцарії, де він виступав за «Клотен Флаєрс», Контос набрав три очки в семи матчах, а його 9 голів допомогли «Кінгс» вийти до другого раунду плей-оф. Він провів лише 11 ігор (6 в регулярному сезоні, 5 в плей-оф) у складі «Лос-Анджелес Кінгс» після серії плей-оф 1988—89 і вирішив приєднатися до Національної збірної Канади в 1991-92 роках.
На початку сезону 1992—93, Контос як вільний агент підписав контракт із клубом «Тампа-Бей Лайтнінг». Його 4 шайби, закинуті 7 жовтня 1992 року в матчі-відкритті сезону у ворота Еда Белфура із «Чикаго Блекгокс» стали великим сюрпризом. У тому сезоні він закинув 27 шайб у 66 матчах і за результативністю у команді посів дурге місце після Браєна Бредлі. 4 шайби Контоса, закинуті в одному матчі, досі є командним рекордом. В сезоні 1993—94 Контос повернувся до складу збірної і допоміг Канаді здобути срібні нагороди на Зимових Олімпійських іграх 1994 і виступав у Швеції за «Шеллефтео» в сезоні 1994—95, в ІХЛ та Німеччині до завершення кар'єри в 1998 році.
Після завершення кар'єри Контос три роки працював на місцевому телебаченні в Беррі спортивним оглядачем. Працюючи на ТБ, він зайнявся власним бізнесом, заснувавши компанію Pros Marketing, що спеціалізується на копіюванні CD/DVD продукції.

## Особисте життя
15-річний син Кріса, Крістофф Контос, також буде продовжувати свою юнацьку кар'єру в «Садбері Вулвз». Крістофф був обраний у другому раунді драфту ліги Онтаріо.